# Гідродинамічна взаємодія пластів
Гідродинамічна взаємодія пластів (рос. гидродинамическое взаимодействие пластов, англ. hydrodynamic intercommunion of seams; англ. hydrodynamic reciprocal influence of beds (strata, formations, seams; нім. hydrodynamische Wechselwirkung f zwischen den Erdölschichten f pl) — у нафтовидобуванні — перерозподіл тиску в з'єднаних (за лініями тектонічних порушень, буровими свердловинами, зонами злиття та інш.) нафтогазоводоносних пластах. Інтенсивність Г.в.п. залежить від протяжності, товщини, колекторних властивостей пластів та інш. Г.в.п. може впливати на режим нафт. (газових) родовищ. Запас пластової енергії продуктивного пласта при наявності гідродинамічної взаємодії з інш. пластами підвищується.